# Erik Ejegod (roman)
Erik Ejegod (engelska: Eric Brighteyes) är en äventyrsroman från 1891 av den engelske författaren Henry Rider Haggard. Den handlar om Erik Thorgrimursson, en islänning på 900-talet som vill vinna kvinnan han älskar, Gudruda. För att lyckas med detta måste han hävda sig mot såväl Gudrudas religiöse far som hennes trollkunniga halvsyster Swanhild, som vill ha Erik för sig själv. Berättelsens stil och motiv är inspirerade av islänningasagorna. Boken gavs ut på svenska 1917 i översättning av Thure Trolle.

## Mottagande
Andrew Wawn, professor i anglo-isländska studier vid University of Leeds, kallar i sin bok The Vikings and the Victorians från 2000 Haggards roman för "möjligen den bästa viktorianska vikingatidsromanen", och "en anmärkningsvärd illustration över hur pass ingående kunskapen om de isländska sagorna kunde utvecklas 1890 av en hängiven entusiast för det gamla Norden, även en som inte på något egentligt vis var en professionell filolog".